# ひだま〜ぶる
『ひだま～ぶる』は、marbleのコンセプト・アルバムである。『ひだまりスケッチ』をイメージして作られた。

## 収録曲
1. シャララ
作詞：micco、作曲：micco・菊池達也、編曲：菊池達也
  - ドラマCD『ひだまりスケッチ×365』Aniplex版エンディング主題歌
2. 自転車
作詞：micco、作曲・編曲：菊池達也
  - ドラマCD『ひだまりスケッチ×365』Lantis版エンディング主題歌
3. sweet days
作詞・作曲：micco、編曲：菊池達也
  - 『ひだまりスケッチ』ヒロイメージソング
4. おんなじ
作詞・作曲：micco、編曲：菊池達也
  - 『ひだまりスケッチ』沙英イメージソング
5. black smile
作詞：micco、作曲・編曲：菊池達也
  - 『ひだまりスケッチ』吉野屋先生イメージソング
6. 無限story
作詞：micco、作曲・編曲：菊池達也
  - 『ひだまりスケッチ』ゆのイメージソング
7. fantastic sky
作詞：micco、作曲・編曲：菊池達也
  - 『ひだまりスケッチ』宮子イメージソング
8. 芽生えドライブ（Acoustic&Bösendorfer Version）
作詞：micco、作曲：菊池達也、編曲：石川智久
9. おんなのこパズル（Acoustic&Kamenoko Version）
作詞：秋乃零斗、作曲：田代智一、編曲：菊池達也
10. スケッチスイッチ（Acoustic&Hidamarinight Version）
作詞：秋乃零斗、作曲：前澤寛之、編曲：菊池達也
11. 流星レコード（Acoustic&Eigteen's Shooting Star Version）
作詞：micco、作曲・編曲：菊池達也
12. 幸せは365日
作詞・作曲：micco、編曲：菊池達也
  - テレビアニメ『ひだまりスケッチ×365』イメージソング